# Heartless (canción de Kanye West)
«Heartless» —en español: «Insensible»— es una canción interpretada por el rapero estadounidense Kanye West, producida por él y No I.D., e incluida en el año 2008 en su cuarto álbum de estudio, 808s & Heartbreak.
Durante el último cuatrimestre de 2008 y durante el primero de 2009, "Heartless" fue lanzada por el sello Roc-A-Fella Records como el segundo sencillo de 808s & Heartbreak. Tras ello, "Heartless" ingresó al top 10 de las principales listas musicales de canciones de los Estados Unidos y el Reino Unido: la Billboard Hot 100 y la UK Singles Chart, respectivamente. En suma, entre los meses de noviembre de 2008 y de 2009, "Heartless" vendió más de 5,5 millones de descargas digitales alrededor del mundo, las cuales le alzaron, junto a "Circus" de Britney Spears, como el 9° sencillo más vendido digitalmente en aquel período a nivel mundial. Por su parte, en los Estados Unidos «Heartless» vendió 4,1 millones de descargas hasta junio de 2013 y era uno de los sencillos más exitosos de West en la Billboard Hot 100. Paralelamente, de acuerdo a la compañía The Official UK Charts Company, «Heartless» ha vendido alrededor de 175 mil copias en el Reino Unido, las cuales le convierten en el cuarto sencillo más vendido de Kanye West en el estado, como artista principal, después de «Stronger», «Gold Digger» y «Love Lockdown», respectivamente.

## Recepción

### Comercial

#### América
"Heartless" tuvo una buena recepción comercial en América Anglosajona.
Estados Unidos
En los Estados Unidos, el mercado musical más importante a nivel mundial, "Heartless" debutó la semana del 22 de noviembre de 2008, directamente en la posición N.º 4 de la Billboard Hot 100, donde registró el décimo sexto ingreso de Kanye West como artista principal. Ello, después de cinco años desde su debut con "Through the Wire" y mientras "Love Lockdown", el entonces último sencillo del rapero, aún figuraba en su novena semana en el top 20 de la lista musical, en la posición N.º 13. Por su parte, su elevado debut se debió a que dicha semana "Heartless" lideró la lista musical Digital Songs, la cual es elaborada sobre la base de las ventas semanales de descargas digitales en el país.
Posteriormente, la semana del 21 de febrero de 2009, "Heartless" se posicionó N.º 2 en la Billboard Hot 100, donde, tras marcar su mejor posición detrás de "Crack a Bottle" de Eminem con Dr. Dre y 50 Cent, se convirtió en el séptimo sencillo top 10 de Kanye West y en el segundo y último sencillo top 5 de 808s & Heartbreak, después de "Love Lockdown" —N.º 3 las semanas del 4 y del 11 de octubre de 2008—. Ello se debió, principalmente, a que para aquel entonces "Heartless" lideró por segunda semana consecutiva la lista musical Rap Songs, donde la semana anterior se había convertido en el tercer sencillo N.º 1 de Kanye West, después de sus colaboraciones con los cantantes de rhythm and blues Jamie Foxx y T-Pain: "Gold Digger" y "Good Life", respectivamente.
El ascenso a la posición N.º 2 de la Billboard Hot 100, también se debió a que dicha semana "Heartless" se alistó para arrebatarle la posición N.º 1 de la Radio Songs a "Single Ladies (Put a Ring on It)" de Beyoncé, donde se convirtió en el tercer sencillo N.º 1 de Kanye West, después de sus únicos dos éxitos anteriores N.º 1 en la Billboard Hot 100: "Gold Digger" y "Stronger". Además de ello, "Heartless" se posicionó N.º 4 en las listas musicales R&B/Hip-Hop Songs y Pop Songs, sólo detrás de sencillos como el mencionado "Single Ladies (Put a Ring on It)" de Beyoncé y como "Circus" de Britney Spears, respectivamente.
En medio de todos sus logros en las listas musicales de la revista Billboard, el jueves 12 de marzo de 2009 "Heartless" fue certificado de Platino por la RIAA, tras vender 1.000.000 de copias materiales en el país. Sólo dos semanas después, la RIAA le certificó ventas de 2.000.000 de descargas digitales, con lo que se alzó como el sencillo de mayor éxito comercial de 808s & Heartbreak y como uno de los más exitosos de Kanye West en Estados Unidos, junto a "Gold Digger" y "Stronger".

## Posicionamiento en listas
| Listas (2008/2009)                   | Mejor posición |
| ------------------------------------ | -------------- |
| Australian Singles Chart             | 40             |
| Austrian Singles Chart               | 57             |
| Belgian Singles Chart                | 40             |
| Canadian Hot 100                     | 8              |
| Danish Singles Chart                 | 18             |
| Dutch Singles Chart                  | 20             |
| European Hot 100 Singles             | 36             |
| German Singles Chart                 | 37             |
| Irish Singles Chart                  | 10             |
| Israeli Singles Chart                | 10             |
| New Zealand Singles Chart            | 6              |
| Swedish Singles Chart                | 17             |
| Swiss Singles Chart                  | 46             |
| Turkey Top 20 Chart                  | 2              |
| UK Singles Chart                     | 10             |
| UK R&B Chart[cita requerida]         | 2              |
| U.S. Billboard Hot 100               | 2              |
| U.S. Billboard Hot R&B/Hip-Hop Songs | 4              |
| U.S. Billboard Hot Rap Tracks        | 1              |
| U.S. Billboard Pop 100               | 4              |
| U.S. Billboard Pop Songs             | 4              |